# Liste der Kulturdenkmale in Villingendorf
In der Liste der Kulturdenkmale in Villingendorf sind alle Bau- und Kunstdenkmale der Gemeinde Villingendorf und ihrer Teilorte verzeichnet, die im „Verzeichnis der unbeweglichen Bau- und Kunstdenkmale und der zu prüfenden Objekte“ des Landesamts für Denkmalpflege Baden-Württemberg verzeichnet sind.
Diese Liste ist nicht rechtsverbindlich. Eine rechtsverbindliche Auskunft ist lediglich auf Anfrage bei der Unteren Denkmalschutzbehörde des Landkreises Rottweil erhältlich.

## Allgemein
- Bild: Zeigt ein ausgewähltes Bild aus Commons, „Weitere Bilder“ verweist auf die Bilder im Medienarchiv Wikimedia Commons.
- Bezeichnung: Nennt den Namen, die Bezeichnung oder die Art des Kulturdenkmals.
- Lage: Straßenname und Hausnummer oder Flurstücknummer des Kulturdenkmals, gegebenenfalls auch den Ortsteil. Die Grundsortierung der Liste erfolgt nach dieser Adresse. Der Link (Karte) führt zu verschiedenen Kartendiensten mit der Position des Kulturdenkmals. Fehlt dieser Link, wurden die Koordinaten noch nicht eingetragen. Sind diese bekannt, können sie über ein Tool mit einer Kartenansicht einfach nachgetragen werden. In dieser Kartenansicht sind Kulturdenkmale ohne Koordinaten mit einem roten bzw. orangen Marker dargestellt und können durch Verschieben auf die richtige Position in der Karte mit Koordinaten versehen werden. Kulturdenkmale ohne Bild sind an einem blauen bzw. roten Marker erkennbar.
- Datierung: Baubeginn, Fertigstellung, Datum der Erstnennung oder grobe zeitliche Einordnung entsprechend des Eintrags in der zuständigen Denkmaldatenbank (Landesamt für Denkmalpflege Baden-Württemberg).
- Beschreibung: Kurzcharakteristik des Kulturdenkmals.

## Villingendorf
| Bild | Bezeichnung                                            | Lage                                                 | Datierung             | Beschreibung                                                                 | ID |
| ---- | ------------------------------------------------------ | ---------------------------------------------------- | --------------------- | ---------------------------------------------------------------------------- | -- |
|      | Pulverkreuz                                            | Villingendorf, Am Wasen (Karte)                      | 1890                  | Einziges vollständig überliefertes Arma-Christi-Kreuz im Landkreis Rottweil. |    |
|      | Güterschuppen des Bahnhofs Talhausen                   | Villingendorf, Bahnhof Talhausen 1 (Karte)           | Um 1866               |                                                                              | BW |
|      | St. Oswald-Kapelle                                     | Villingendorf, Bruder Gregorio-Weg 4 (Karte)         | Vermutlich 1672       |                                                                              | BW |
|      | Wegkreuz                                               | Villingendorf, Hahnenburg (Karte)                    | Anfang 19. Jh.        |                                                                              | BW |
|      | Wegkreuz                                               | Villingendorf, bei Hahnenburg 18 (Karte)             | 1907                  |                                                                              | BW |
|      | Schul- und Gemeindehaus                                | Villingendorf, Hauptstraße 2 (Karte)                 | 1833                  |                                                                              | BW |
|      | Wohn- und Wirtschaftsgebäude                           | Villingendorf, Herrenzimmerner Straße 2 (Karte)      | Um 1780               |                                                                              | BW |
|      | Wegkreuz                                               | Villingendorf, bei Herrenzimmerner Straße 13 (Karte) | 1884                  |                                                                              | BW |
|      | Bildstock                                              | Villingendorf, bei Hochwaldstraße 9 (Karte)          | 1893                  |                                                                              | BW |
|      | Neubronnen-Kreuz                                       | Villingendorf, bei Hochwaldstraße 72 (Karte)         | 1876                  |                                                                              | BW |
|      | Hummelbergkreuz                                        | Villingendorf, Hummelberg (Karte)                    | 19. Jh.               |                                                                              | BW |
|      | Gedenkstein                                            | Villingendorf, Hagelestal                            | 1882                  | Zum Gedenken an den 1882 hier verunglückten Thomas Ober.                     |    |
|      | Lindenrainkreuz                                        | Villingendorf, bei Lindenrain 4 (Karte)              | 1893                  |                                                                              | BW |
|      | Gemeindebackhaus, Schwesternhaus und Kleinkinderschule | Villingendorf, Obere Gasse 4 (Karte)                 | 1841                  |                                                                              | BW |
|      | Friedhofskreuz                                         | Villingendorf, bei Oberndorfer Straße 2 (Karte)      | 1876                  |                                                                              | BW |
|      | Gefallenendenkmal                                      | Villingendorf, bei Oberndorfer Straße 2 (Karte)      | 1935                  |                                                                              | BW |
|      | Haus Schanz                                            | Villingendorf, Oberndorfer Straße 5 (Karte)          | Um 1655/56            |                                                                              | BW |
|      | Kath. Pfarrkirche St. Gallus                           | Villingendorf, Rottweiler Straße 1 (Karte)           | 1882/83               |                                                                              | BW |
|      | Wegkreuz                                               | Villingendorf, bei Rottweiler Straße 28 (Karte)      | Um 1900               |                                                                              | BW |
|      | Hauskreuz                                              | Villingendorf, Schellenwasen 6                       | 2. Hälfte des 19. Jh. |                                                                              |    |
|      | Wegkreuz                                               | Villingendorf, bei Schellenwasen 11 (Karte)          | 2. Hälfte des 19. Jh. |                                                                              | BW |
|      | Wegkreuz                                               | Villingendorf, bei Schellenwasen 29 (Karte)          | 1894                  |                                                                              | BW |
|      | Wegkreuz                                               | Villingendorf, bei Silcherstraße 1 (Karte)           | 1880                  |                                                                              | BW |
|      | Strittkreuz                                            | Villingendorf, bei Wiesenweg 2/2 (Karte)             | 1876                  |                                                                              | BW |
|      | Quergeteiltes Einhaus                                  | Villingendorf, Untere Kirchgasse 4 (Karte)           | 1786                  |                                                                              | BW |
|      | Starke-Seite-Kreuz                                     | Villingendorf, Vordere Starke Seite (Karte)          | 1890                  |                                                                              | BW |